# Live at FreeJazzSaar 2019
Live at FreeJazzSaar 2019 ist ein Jazzalbum von Frank Paul Schubert, Michel Pilz, Stefan Scheib und Klaus Kugel. Der am 5. April 2019 in einer Aufnahme des Saarländischen Rundfunks beim Festival „FreeJazzSaar“ in Saarbrücken entstandene Mitschnitt erschien am 1. Mai 2024 auf Nemu Records.

## Hintergrund
Anfang April 2019 spielte dieses spontan zusammengestellte Quartett beim „FreeJazzSaar“-Festival in Saarbrücken als Ersatz für den unerwartet erkrankten Saxophonisten Charles Gayle. Daher trägt jeder Track auch den Titel „Where Is Charles“ in Anspielung auf den fehlenden Musiker.

## Titelliste
- Schubert/Pilz/Scheib/Kugel: Live at FreeJazzSaar 2019 (Nemu Records nemu 32)[1]

1. Where Is Charles – Part 1 43:01
2. Where Is Charles – Part 2 9:51
3. Where Is Charles – Part 3 1:22

Die Kompositionen stammen von den vier beteiligten Musikern.

## Rezeption

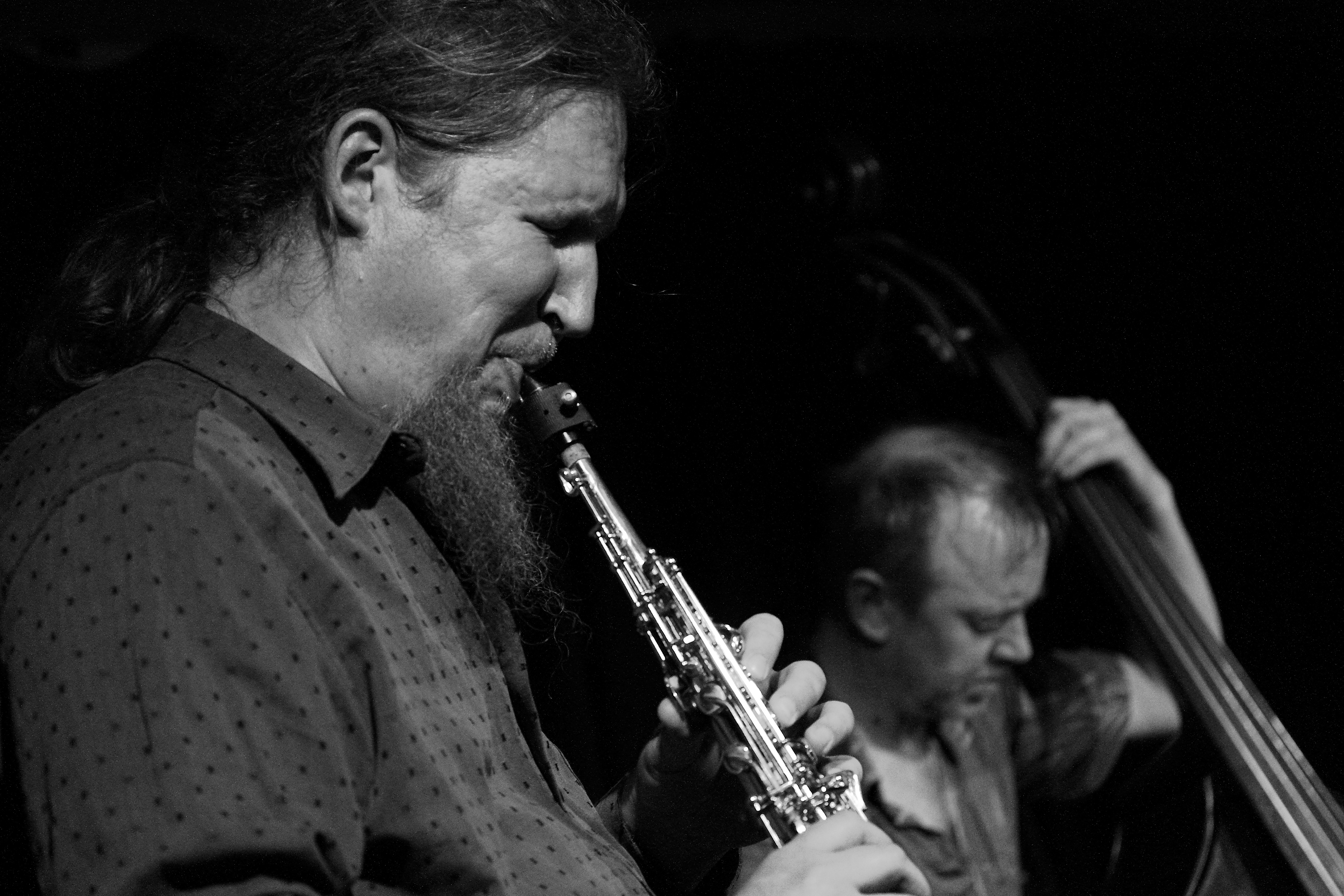
Frank Paul Schubert mit dem Foil Quartet im club W71, 2016. Im Hintergrund John Edwards am Bass

Im Gegensatz zur dichten Vitalität des Trios von Glod/Ramond/Kugel auf No Toxic sei die mehrstimmige Improvisation des Quartetts auf eine antithetische Weise einzigartig, schrieb Ken Waxman in einer Doppelbesprechung. Dies sei eine erstmalige Zusammenarbeit gewesen, und die Gruppenmitglieder seien reif genug, um auf hohem Niveau zu improvisieren, als ob eine solche Situation jeden Tag passieren würde. Die Improvisationen hätten Pilz wahrscheinlich an seine ersten Auftritte erinnert und würden im Laufe der Zeit intensiver, wobei seltene Unisono-Passagen meist durch Schlagzeug-Grollen und -Rasseln und jede Form erweiterter Techniken ersetzt werden. Schubert zerlege seine Linien in angespannte Vibrationen und langgezogene Schmierereien und arbeite sich die Tonleiter hinauf und hinunter, um seiner Improvisation zusätzliche Kraft zu verleihen. Während sich die Improvisation weiterentwickle, verfestige sich die Erzählung allmählich, und die Intensität der vier Musiker schalte schließlich von Tonverbiegungen und strukturerschütternden Herausforderungen zu Andante-Synergien herunter, die durch Kugels Glockenbaumschütteln und dann einen abschließenden gemeinsamen Groove geformt werden.